# San-joaquinkitvos
De san-joaquinkitvos (Vulpes macrotis mutica) is een ondersoort van de grootoorkitvos (Vulpes macrotis). Deze soort komt uitsluitend voor in de San Joaquin-vallei in Centraal-Californië.

## Uiterlijk
De vos heeft een lengte van 50 centimeter bij een schofthoogte van 30 centimeter. Het gewicht van de San Joaquin kitvos kan variëren tussen 1500 tot 3000 gram. Dit is dus een zeer kleine vossensoort. Een gewone vos weegt minstens twee tot driemaal zo zwaar.

## Voedsel
Het voedsel van het vosje bestaat uit knaagdieren, vogels, reptielen, insecten, gras en planten. Drinken hoeft de vos nooit want hij haalt al het vocht dat nodig is uit het voedsel. De vos wordt als een nuttig dier beschouwd omdat hij het knaagdierbestand binnen de perken houdt. Deze zeer schuwe soort schijnt zelfs de kippen in het kippenhok met rust te laten. In de avondschemering komt de vos uit zijn hol en jaagt gedurende de nacht op zijn prooidieren.

## Bedreiging
De san-joaquinkitvos wordt bedreigd door de bonthandel, verlies van leefomgeving door de oprukkende landbouw, verregaande urbanisatie (verstedelijking) en door vergiftiging. Hierdoor is het aantal san-joaquinkitvossen teruggelopen tot minder dan 7000 exemplaren.